# Alliance of European Republican Movements

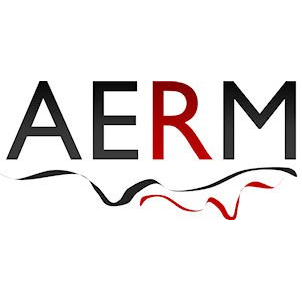
Logo

Die Alliance of European Republican Movements (AERM, deutsch: Allianz der Europäischen Republikanischen Bewegungen) ist ein Zusammenschluss republikanischer Bewegungen aus Europa. Das Bündnis wurde im Juni 2010 nach der Hochzeit der schwedischen Kronprinzessin Victoria und Daniel Westling in Stockholm gegründet. Das Ziel der AERM ist die Etablierung eines überparteilichen Netzwerks republikanischer Bewegungen aller europäischen Monarchien und Staaten mit monarchistischen Staatsoberhäuptern, um Informationen, Ressourcen und Strategien zu teilen. Dabei behält jede Organisation Autonomie über nationale Kampagnen, was politische und konstitutionelle Besonderheiten der jeweiligen Staaten berücksichtigen soll.
Gegenwärtig existieren 12 Monarchien in Europa. In 6 der Staaten sind Mitgliedsorganisationen der AERM vertreten. Bei der Hochzeit von Prinz William und Catherine Middleton am 29. April 2011 in London beteiligte sich eine internationale Delegation der AERM an den Gegenprotesten. Dies war erneut bei der Krönung von Charles III. 2023 der Fall, als Festnahmen der Organisatoren internationale Aufmerksamkeit erfuhren.
Als Mitglied des Generalsekretariats und Kampagnendirektor fungiert der Niederländer Bram van Montfoort.

## Mitgliedsorganisationen

### Aktuelle Mitglieder

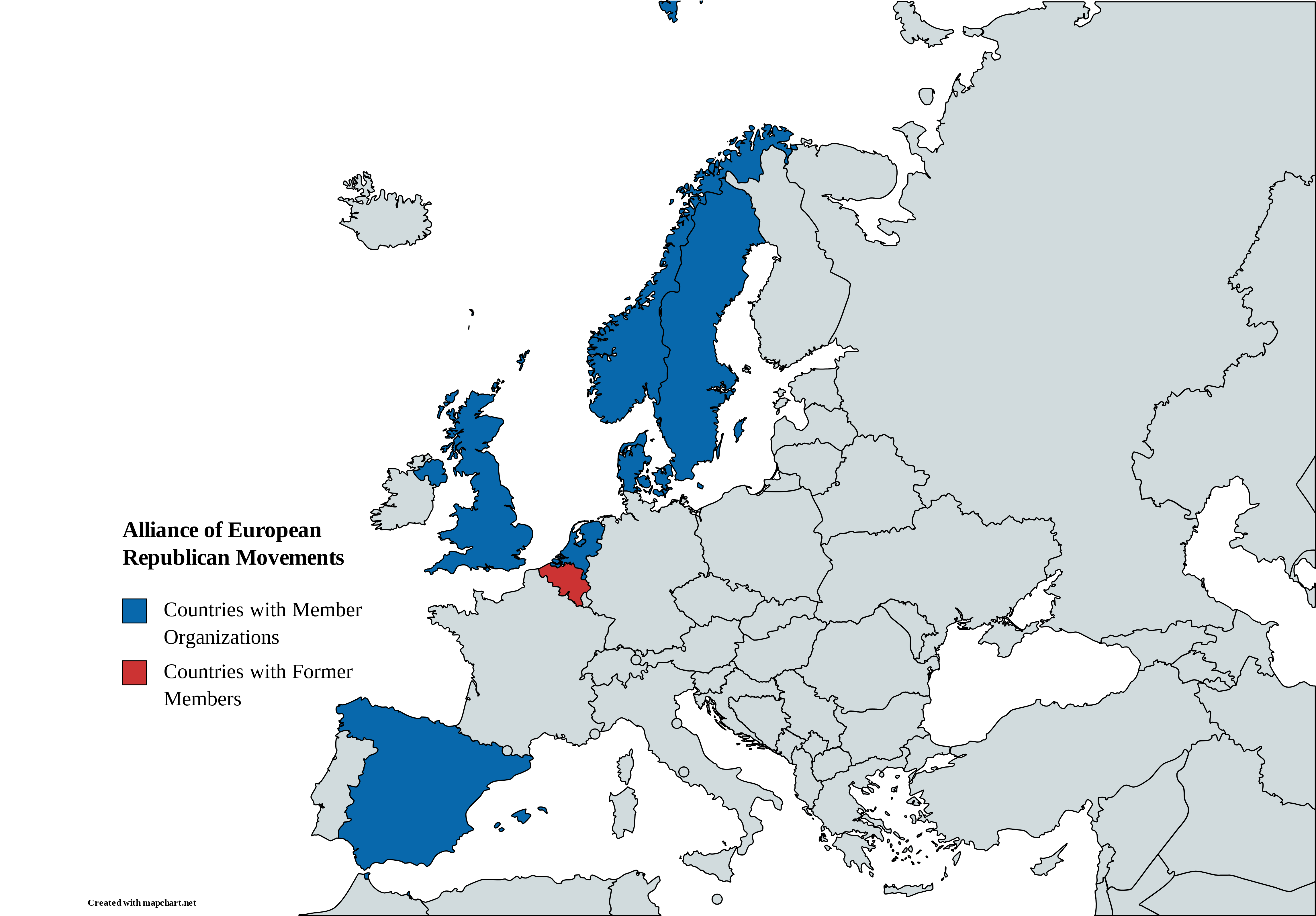

- Dänemark: Republik nu (ehemals: Den Republikanske Grundlovsbevægelse, DRGB, oder Die Republikanische Verfassungsbewegung), gegründet 2010
- Niederlande: Republiek (ehemals: Neue Republikanische Gesellschaft, NRG)
- Norwegen: Norge Som Republikk, gegründet 2000
- Spanien: Red Inter-Civico Republicana, Zusammenschluss verschiedener zivilgesellschaftlicher Initiativen zur Ausrufung einer dritten spanischen Republik
- Schweden: Republikanska Föreningen (Schwedisch-Republikanische Gesellschaft) hat eine Verfassung nach finnischem Vorbild zum Ziel
- Vereinigtes Königreich: Republic (Republik), gegründet 2006

### Ehemalige Mitglieder
- Belgien: Der Republikanische Kreis (CRK), französisch Cercle républicain und niederländisch Republikeinse Kring, ist kein Mitglied der AERM mehr.[1]

### Staaten ohne Mitgliedsorganisationen
Zu den Staaten ohne Mitgliedsorganisationen gehören überwiegend die Kleinstaaten, Andorra, Liechtenstein, Luxemburg, Monaco und Vatikanstadt, in denen sich zuletzt nur vereinzelt republikanische Bestrebungen äußerten. 
In Liechtenstein beabsichtigt die Partei Freie Liste eine Abschwächung fürstlicher Vorrechte zur repräsentativen Monarchie; 76 Prozent der Bevölkerung lehnten dies 2012 ab. Das Referendum in Luxemburg 1919 für die Einführung einer Republik scheiterte klar. 2016 forderte eine Petition die Zurücknahme öffentlicher Privilegien der großherzoglichen Familie. Öffentlich sprechen sich Déi Lénk und KPL gegen die Monarchie aus. Ein entsprechender Antrag im Parlament scheiterte 2022. 1910 erstritten die Bürger Monacos in der Monegassischen Revolution die konstitutionelle Monarchie; 2024 wurden erneut Stimmen aufgrund mutmaßlicher Vetternwirtschaft und Korruption im Umfeld des Fürsthauses laut.

## AERM-Konferenzen
- 2010: Stockholm, Schweden
- 2011: London, Vereinigtes Königreich
- 2012: Kopenhagen, Dänemark
- 2013: Brüssel, Belgien
- 2014: Oslo, Norwegen
- 2015: Amsterdam, Niederlande
- 2016: Madrid, Spanien[13]
- 2017: Västerås, Schweden
- 2018: London, Vereinigtes Königreich
- 2019: Kopenhagen, Dänemark
- 2020: Keine Konferenz aufgrund der COVID-19-Pandemie
- 2021: Utrecht und Amsterdam, Niederlande
- 2022: Oslo, Norwegen
- 2023: Stockholm, Schweden